# Jürgen Kurths
Cet article possède un paronyme, voir Kurth.
Jürgen Kurths (né le 11 mars 1953 à Arendsee (Altmark)) est un physicien et mathématicien allemand. Il est considéré comme un expert dans le domaine de l'analyse des systèmes complexes et la synchronisation de phase, y compris les méthodes de la théorie des réseaux complexes. Il est auteur de 500 articles scientifiques et de huit livres dans les domaines de la climatologie, de l'analyse des séries temporelles, de la physiologie et de l'ingénierie.
Kurths est directeur du groupe de recherche « Concepts et méthodes transdisciplinaires » à l'Institut de Potsdam de recherche sur le climat et professeur de physique théorique à l'université Humboldt de Berlin. Il détient également une chaire à l'Institut pour les systèmes complexes et la biologie mathématique (ICSMB) à l'université d'Aberdeen.

## Biographie
Après des études de mathématiques à Rostock sanctionnées par l'obtention de son diplôme en 1975, Kurths a obtenu son doctorat en 1983 à l'Institut central de physique solaire et terrestre de l'Académie des sciences de la RDA à Berlin-Est. Ensuite il a été à l'Institut central d'astrophysique de Potsdam. De 1990 à 1991, il y a été chef de projet et en 1991 il a obtenu son habilitation en physique théorique à l'université de Rostock. Durant les années suivantes, ses intérêts de recherche se sont portés de l'analyse des séries temporelles astrophysiques à la théorie des systèmes complexes et la dynamique non linéaire (théorie du chaos), et enfin à l'analyse du système terrestre. De 1992 à 1996,  il a dirigé le Groupe de recherche Dynamique non linéaire de la Société  Max Planck et en 1994 il a obtenu un poste de professeur de physique théorique et de la dynamique non linéaire à l'université de Potsdam. Il y a également été de 1996 à 1999 Doyen de la faculté de mathématiques et sciences naturelles, de plus directeur fondateur du Leibniz-Kolleg de Potsdam. De 1994 à 2008 toujours à l'université de Potsdam, il a été directeur fondateur du Centre interdisciplinaire pour la dynamique des systèmes complexes. En 2008, il est devenu professeur de dynamique non linéaire à l'université Humboldt de Berlin et il dirige le groupe de recherche « Concepts et méthodes transdisciplinaires » à l'Institut de Potsdam de recherche sur le climat, où il conduit en avant et en particulier l'application de la théorie des réseaux complexes à l'analyse du système Terre. Depuis 2009, il enseigne également à l'université d'Aberdeen.
Ses contributions ont eu une influence sur l'étude de la synchronisation des systèmes complexes, ainsi que sur la résonance stochastique des systèmes bruyants. Il a été de 2000 à 2005 Président de la division processus non linéaires en géosciences de l'Union européenne des géosciences (EGU). Sous sa houlette est créé le premier collège d'études supérieures germano-brésilien pour l'analyse des processus dynamiques dans les réseaux complexes, dont il est le porte-parole du côté allemand. Kurths est coéditeur  des revues scientifiques:  CHAOS, Philosophical Trans. Royal Soc. A, PLoS ONE, Europ. J. Physics ST, J. Nonlinear Science und Nonlinear Processes in Geophysics.

## Prix et distinctions
Jürgen Kurths est boursier de l'American Physical Society et membre du comité de la Fraunhofer-Gesellschaft. En 2005, il a remporté le Prix Alexander von Humboldt du Conseil de recherche scientifique et industrielle (Inde). Depuis 2010, il est également membre de l'Academia Europaea et depuis 2012 membre de l'Académie macédonienne des sciences et des arts. Il est docteur honoris causa des universités de Nijni Novgorod et de Saratov. Il est professeur honoraire à l'université de Potsdam et professeur invité à l'Université du Sud-Est à Nankin. En 2013 il a reçu la médaille Lewis-Fry-Richardson.

## Publications (sélection)
- J. Kurths, A. Voss, P. Saparin, Quantitative Analysis of Heart Rate Variability, in Chaos no 5, 1995, p. 88-94
- M. G. Rosenblum, AS. Pikovsky, J. Kurths, Phase synchronization of chaotic oscillators, in Physical Review 76, 1996, (11):1804.
- AS. Pikovsky, J. Kurths, Coherence resonance in a noise-driven excitable system, Physical Review 78, 1997, (5):775.
- C. Schäfer, MG. Rosenblum, J. Kurths, H. Abel, Heartbeat synchronized with ventilation, Nature 392, 1998, p. 239-240
- A. Pikovsky, M. Rosenblum, J. Kurths, Synchronization: A Universal Concept in Nonlinear Sciences, Cambridge University Press, 2001
- S. Boccaletti, J. Kurths, G. Osipov et al., The synchronization of chaotic systems, in Physics Reports 366, 2002 (1-2):1.
- N. Marwan, MC. Romano, M. Thiel, J. Kurths, Recurrence plots for the analysis of complex systems, in Physics Reports 438, 2007, (5-6):237.
- JF. Donges, Y. Zou, N. Marwan, J. Kurths, The backbone of the climate network, in Europhysics Letters no 87, 2009
- P. Menck, J. Heitzig, N. Marwan, J. Kurths, How basin stability complements the linear-stability paradigm, in Nature Physics no 9, 2013, p. 89-92